# Jurij Zorin
Jurij Andriejewicz Zorin (ros. Юрий Андреевич Зорин, ur. 4 września 1947 w Turinsku) – radziecki lekkoatleta, sprinter i płotkarz, medalista mistrzostw Europy.
Początkowo specjalizował się w biegu na 400 metrów. Zdobył dwa medale na europejskich igrzyskach halowych w 1969 w Belgradzie: srebrny w sztafecie 4 × 2 okrążenia (sztafeta radziecka biegła w składzie: Leonid Mikiszew, Aleksandr Bratczikow, Wałerij Borzow i Zorin) oraz brązowy w biegu na 400 metrów.
Wywalczył srebrny medal w sztafecie 4 × 400 metrów (w składzie: Jewgienij Borisienko, Borys Sawczuk, Zorin i Bratczikow) na mistrzostwach Europy w 1969 w Atenach, a w biegu na 400 metrów odpadł w półfinale. Sztafeta ustanowiła wówczas rekord ZSRR czasem 3:03,0.
Na halowych mistrzostwach Europy w 1970 w Wiedniu Zorin zdobył brązowy medal w biegu na 400 metrów i złoty w sztafecie 4 × 400 metrów, w której biegli Borisienko, Sawczuk, Zorin i Bratczikow. Radziecka sztafeta w tym samym składzie zdobyła srebrny medal na uniwersjadzie w 1970 w Turynie.
Później Zorin występował głównie w biegu na 400 metrów przez płotki. Doszedł do finału tej konkurencji na igrzyskach olimpijskich w 1972 w Monachium, zajmując w nim 8. miejsce, a także zwyciężył w mistrzostwach Polski w 1972, które były rozegrane w obsadzie międzynarodowej.